# Stal stopowa
Stal stopowa – stal, w której oprócz węgla występują inne dodatki stopowe o zawartości od kilku do nawet kilkudziesięciu procent, zmieniające w znaczny sposób charakterystyki stali. Wprowadzenie do stali dodatków stopowych może mieć na celu:
- podwyższenie hartowności,
- uzyskanie określonych własności wytrzymałościowych,
- wywołanie pożądanych zmian strukturalnych,
- uzyskanie specjalnych własności chemicznych lub fizycznych,
- uproszczenie technologii i polepszenie efektów obróbki cieplnej.

Przyjmując zasadę podziału według struktury tworzącej się w warunkach wolnego chłodzenia stali z zakresu temperatur bliskich solidusu bądź w stanie wyżarzonym, można wyróżnić następujące grupy stali stopowych:
- podeutektoidalne o strukturze ferrytyczno-perlitycznej,
- eutektoidalne o strukturze perlitycznej,
- nadeutektoidalne, zawierające w strukturze wydzielone z austenitu węgliki wtórne,
- ledebutyczne, w strukturze których występują węgliki pierwotne, wydzielone z ciekłej stali podczas krzepnięcia i wchodzące w skład eutektyki-ledeburytu,
- ferrytyczne bądź austenityczne ewentualnie z wydzieleniami węglików lub faz miedzymetalicznych; są to z reguły stale o dużej zawartości dodatków stopowych i małej zawartości węgla,
- dwufazowe, tj. ferrytyczno-martenzytyczne lub ferrytyczno-austenityczne, przy czym chodzi tu najczęściej o wysokotemperaturowy ferryt δ.

Stale stopowe, zwykle bardzo drogie, używane są w zastosowaniach specjalnych, tam gdzie jest to uzasadnione ekonomicznie.

## Oznaczenia stali stopowych
W normach europejskich stosuje się dwa typy oznaczeń:
- system cyfrowy, w których każdy typ stali ma swój unikatowy kod liczbowy. Np. kod „1.4301” oznacza stal („1”) w klasie „4”, tj. odporną na korozję lub żaroodporną. W tej klasie kod „43” oznacza grupę gatunkową stali odpornych na korozję, o zawartości powyżej 2,5% Ni, lecz bez Mo, Nb i Ti. Ostatnia liczba („01”) wskazuje numer stali na liście grupy gatunkowej.
- system znaków, w którym podaje się kolejno: opcjonalny symbol X wskazujący, że stal zawiera dodatek stopowy w ilości >5%, procentowa zawartość węgla ×100, symbole chemiczne wszystkich dodatków stopowych w kolejności od największej do najmniejszej zawartości danego pierwiastka oraz liczb rozdzielonych dywizami określającymi zawartość procentową wymienionych wcześniej pierwiastków (brak liczby oznacza zawartość <1%). Np. stal X6CrNiMoTi17-12-2 zawiera 0,06% C, 17% Cr, 12% Ni, 2% Mo i <1% Ti.

Według Polskiej Normy stale mają oznaczenie cyfrowo-literowe, w którym pierwsza liczba oznacza przybliżoną zawartość węgla w promilach (lub „00” dla <0,3‰ C, lub „0” dla 0,5–0,8‰ C), po czym podaje się literowe oznaczenie pierwiastka i jego zawartość procentową (o ile jest większa niż 1%). Oznaczenia te dla często spotykanych dodatków stopowych to: N – nikiel, H – chrom, G – mangan, M – molibden, T – tytan, Nb – niob, J – aluminium, Cu – miedź oraz A – azot. Przykładowo, stal X6CrNiMoTi17-12-2 opisana wyżej w systemie znaków normy europejskiej zgodnie z PN ma symbol 0H17N12M2T.